# Sneaky Sound System
Gli Sneaky Sound System sono un gruppo di musica dance australiano, composto dal chitarrista e produttore Black Angus (nome d'arte di Angus McDonald) e dalla cantante Connie Mitchell. Il duo è attivo dal 2001.

## Formazione
Attuale
- Black Angus (Angus McDonald) – produzione, chitarra, tastiere, basso, batteria (2001–presente)
- Connie Mitchell – voce (2005–presente)

Ex membri e collaboratori
- Damien Hesse – DJ, remix (2001–2005)
- MC Double D (Daimon Downey) – vocoder, voce (2001–2009)
- Tricky Nick (Nick Broadhurst) – sassofono (2001–2006)
- Peter Dolso – chitarra, tastiere, basso, batteria (2003–2004)

## Discografia
Album studio
- 2006 - Sneaky Sound System
- 2008 - 2
- 2011 - From Here to Anywhere

Remix
- 2003 - Other Peoples Music

Raccolte
- 2008 - Sneak Preview – Mixes and Remixes
- 2009 - Sneaky Sound System